# الصفا (حبيش)

تعديل مصدري - تعديل

الصفا محلة تابعة لقرية الكربة، التابعة لعزلة الناحية بمديرية حبيش إحدى مديريات محافظة إب في الجمهورية اليمنية، بلغ تعداد سكانها 51 حسب تعداد اليمن لعام 2004.